# Opel Corsa A
Az Opel Corsa A az Opel gyár Corsa sorozatának első generációja. A modellt 1982-től 1993-ig gyártották. Az európai piac nagy részén Opel Corsa néven, míg az Egyesült Királyságban Vauxhall Nova néven árulták.

## Története
Az Opel első kiskategóriás autója, melyet az anyacég a piaci igényeknek megfelelően korszerű motorokkal, és felépítéssel, relatív későn, a nagy versenytársak után, csak 1982-re tudott piacra dobni. A rivális Volkswagen Polo 1975-ben, a Ford Fiesta pedig 1976-ban már a piacra került. Az 1979-től gyártott Kadett D után az Opel második autója, amely már korszerű fronthajtást kapott a keresztben beépített motor mellett – mely konstrukció ma is korszerűnek számít.
Európán kívül az első generációs Corsát nem árusították, ellentétben a világautóvá lett második generációval, a B Corsával. Eredetileg a spanyolországi Zaragozában létrehozott új üzemben kezdték gyártani, de a nagy igényeknek köszönhetően készültek példányok a Németországban lévő Eisenachi gyárban is.
Eredetileg a kétajtós szedán és háromajtós ferde hátú változatok jelentek meg a kínálatban, majd 1985-től ez kibővült a négy- és ötajtós változattal.
Közkedvelt típus, az Opelnek meghozta a várt sikert, 1993. januárjáig összesen 3 105 430 darab gördült le a futószalagról.

## Modell adatok
Eleinte karburátoros, 1,0 (45PS), 1,2 (55PS), 1,3 (70PS) literes motorok közül lehetett választani, majd az igényeknek megfelelően az utolsó verziókba már az injektoros, szabályozott katalizátoros, környezetvédelmileg kielégítő 1,2 literes 45 lóerős, 1,4 literes 60 lóerős verziók kerültek beszerelésre. A dízel kínálatot az Opel nem saját, hanem a Isuzu által fejlesztett 1,5 literes 50 lóerős motorral oldotta meg. Ez a motor 1987-től volt kapható majd később turbóval felszerelt 67 lóerős változatot gyártották. 1988-tól a Corsa Gsi modell révén a kínálatba bekerült az 1,6 literes 98 lóerős benzinmotor.
1990-ben egy nagyobb frissítést kapott a modell, újratervezték az autó elejét, új, kisebb fényszórókat, új motorháztetőt és lökhárítót, valamint átlátszó (fehér) indexbúrákat kapott. Ezen felül teljesen újratervezték a műszerfal egységet, az így a korhoz képest egészen modernnek számított. Valamint változtattak a sárvédőkön is. Az elsőkre oldalindexet is kapott.
Az Opel első modellje amit tudatosan, első és hátsó ütközési zónákkal terveztek, kategóriájában a legjobb légellenállási együtthatóval.
Kedvelt tuning termék, az Opel modellekre specializálódott Irmscher és Lexmaul is sok kiegészítőt kínál hozzá. Nem ritka a nagyobb modellekből átvett motorok beépítése, mind az 1,8 literes, mind a 2,0 literes 16 szelepes motor ezek közé tartozik, mely az Opel kompakt rendszerének köszönhetően viszonylag könnyen beépíthető a kaszniba. Nem ritka a teljesen átépített, kabrió és a teljesen becsövezett rallyra tervezett gép sem, de a kombi Kadett és Corsa A házasságából született kombi verzió is megtalálható belőle.

## Modellváltozatok

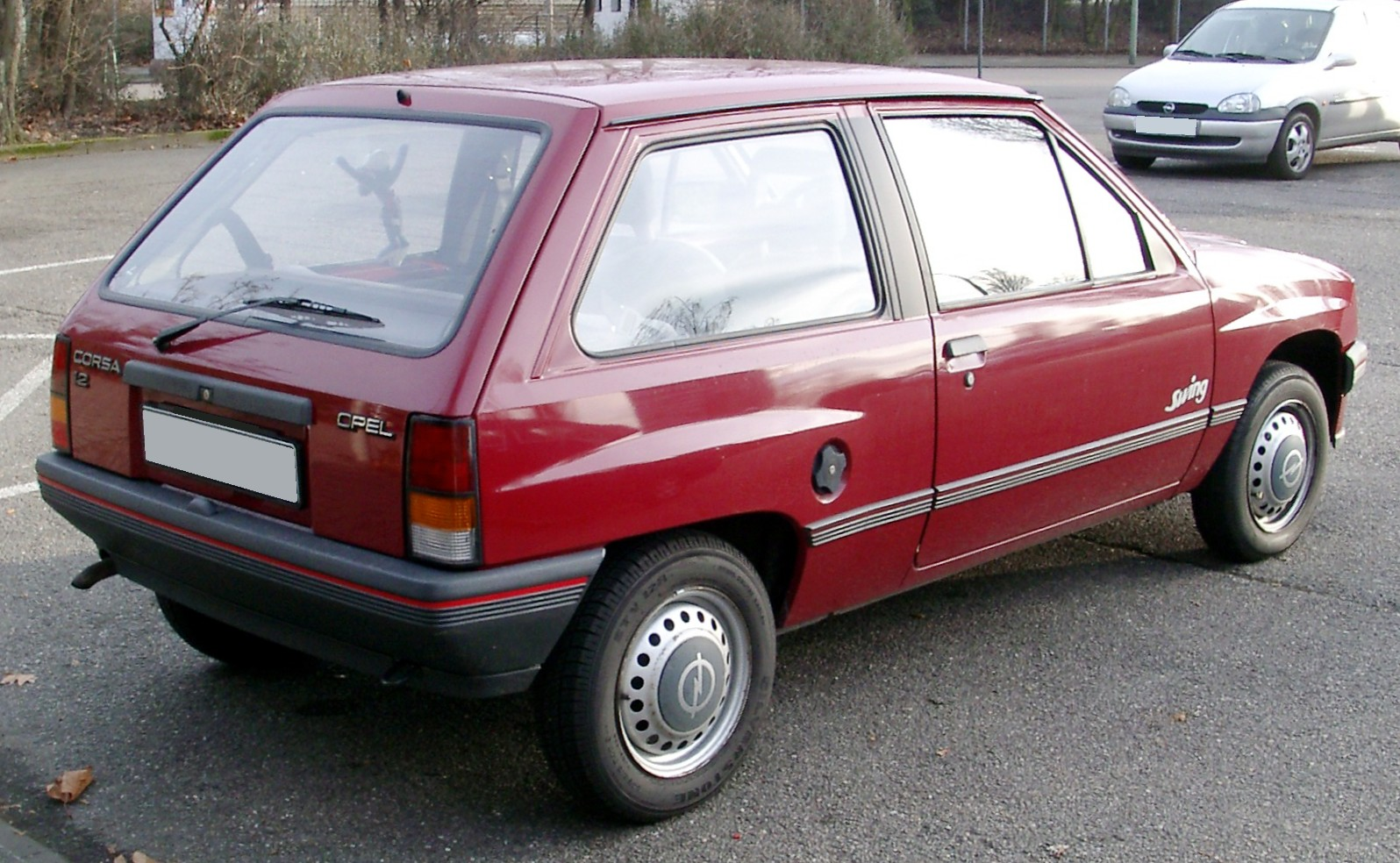
Háromajtós Corsa A
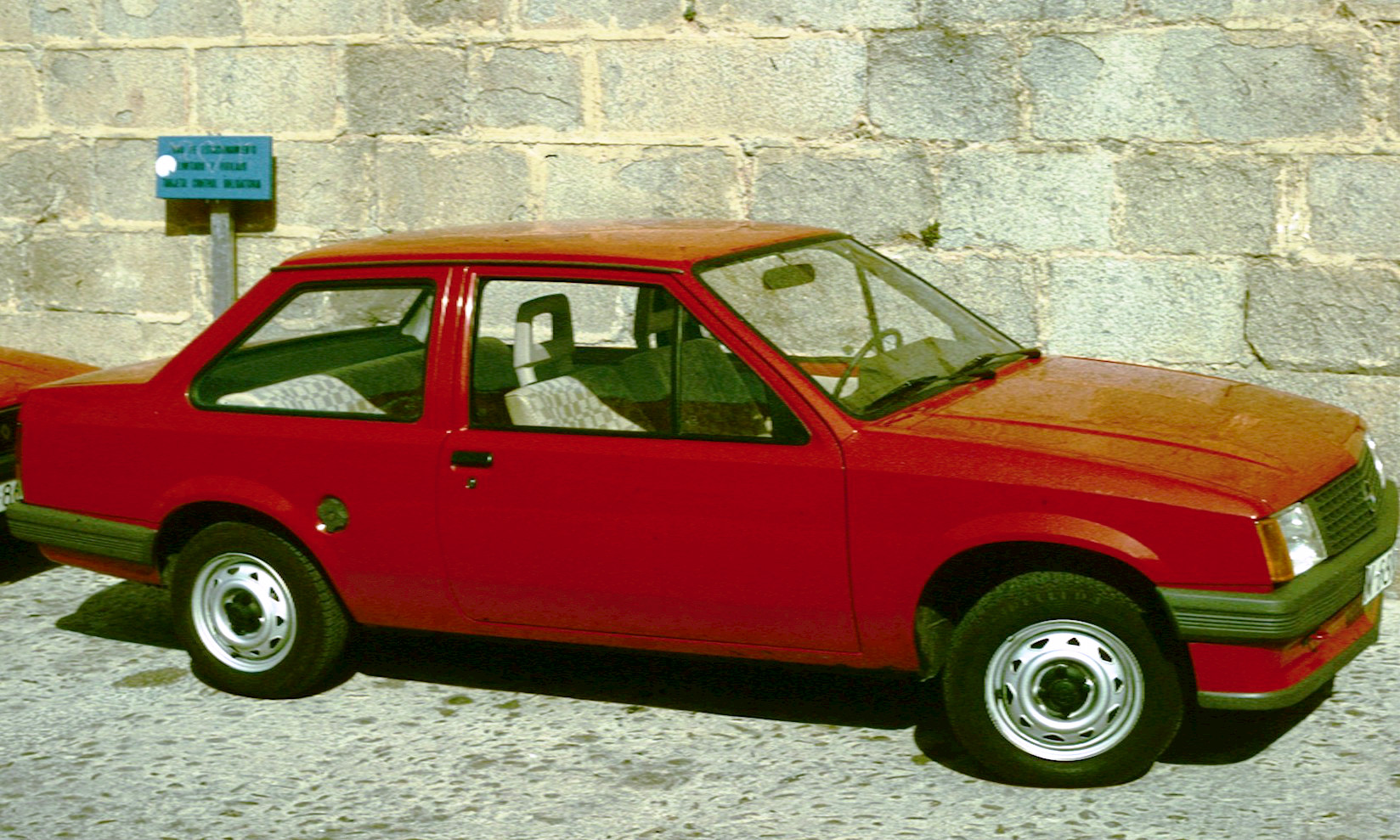
Kétajtós TR Corsa (1982–1987)
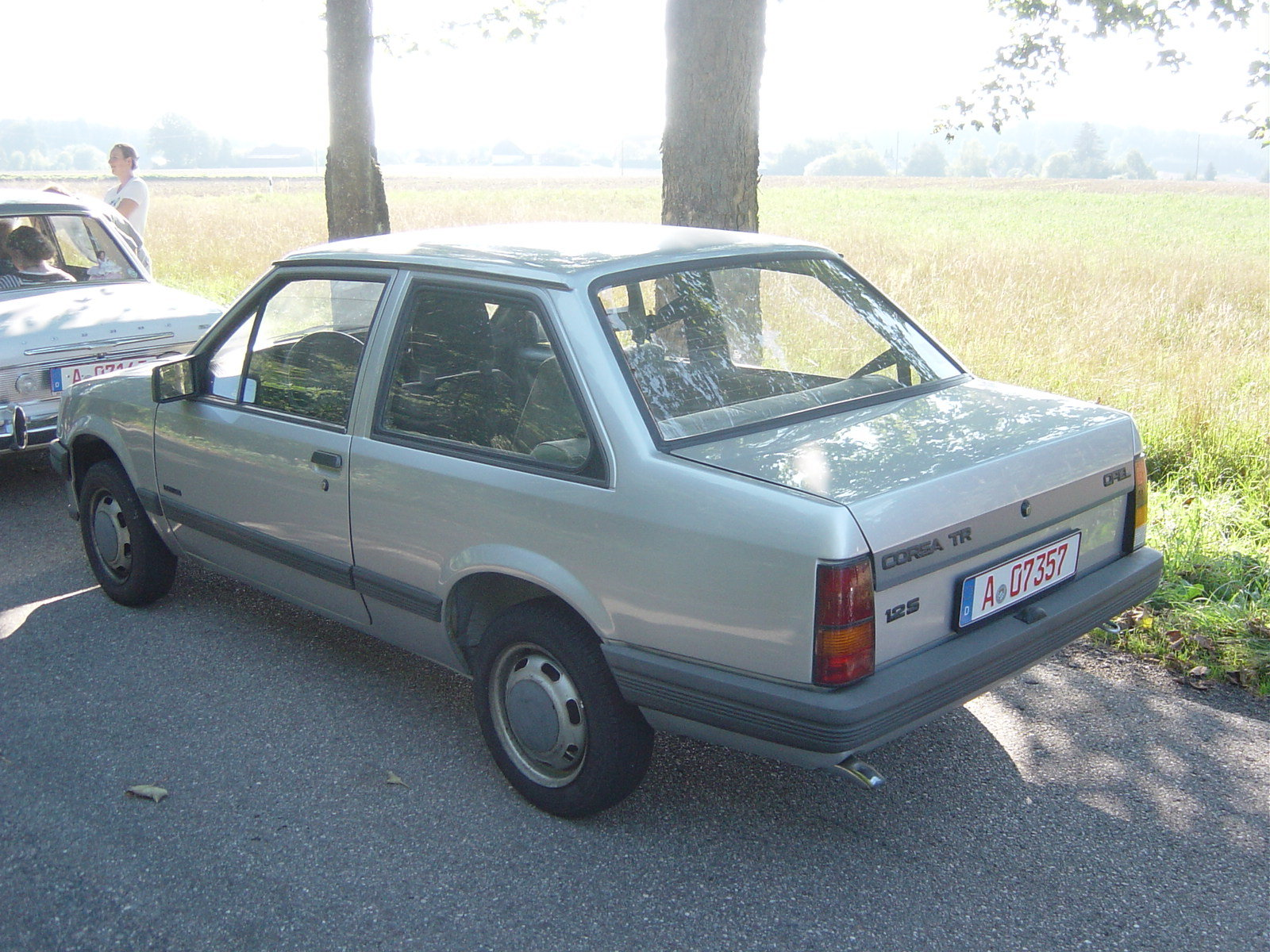
Corsa TR hátulról
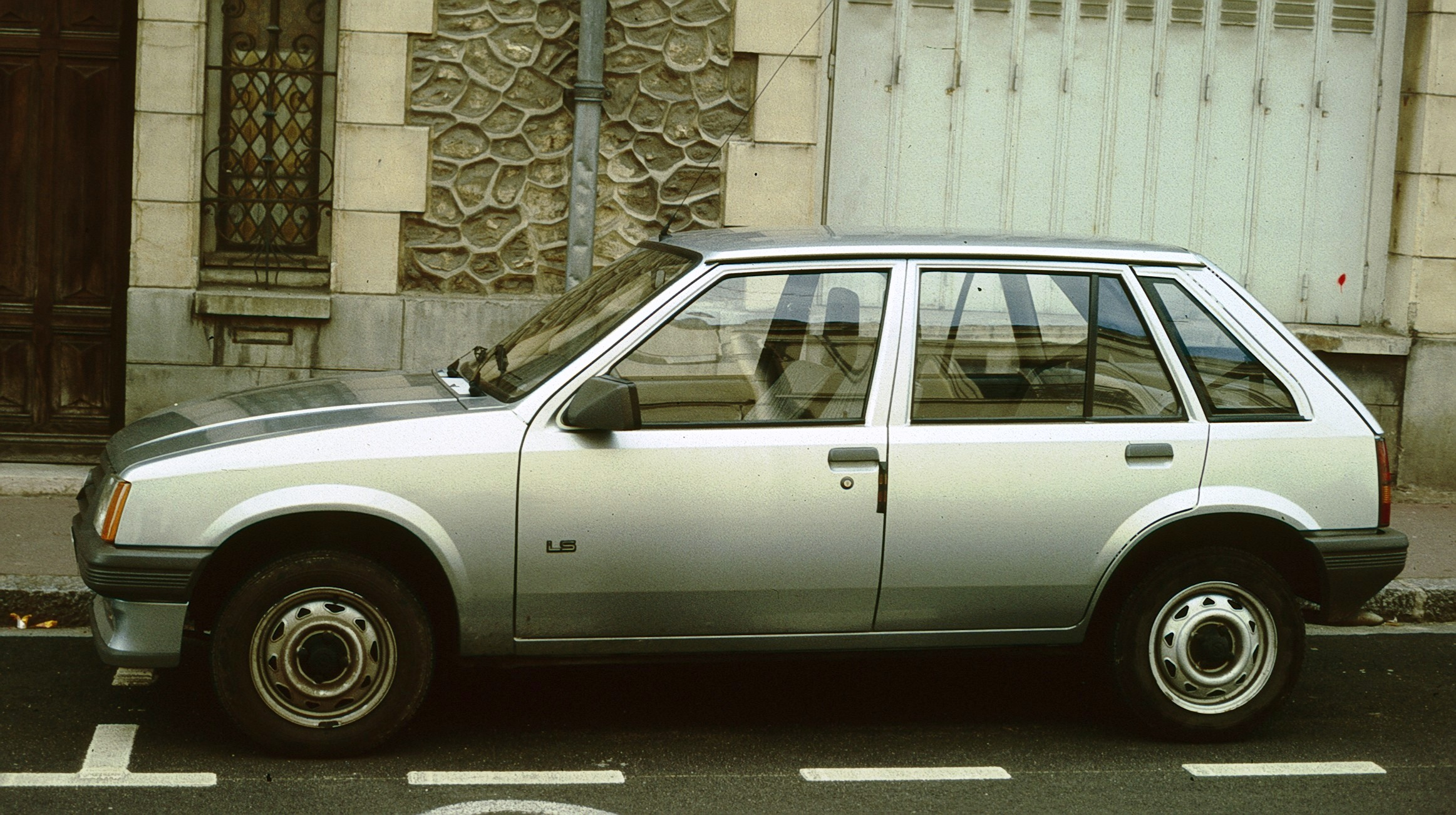
Az 1985-től gyártott ötajtós Corsa A
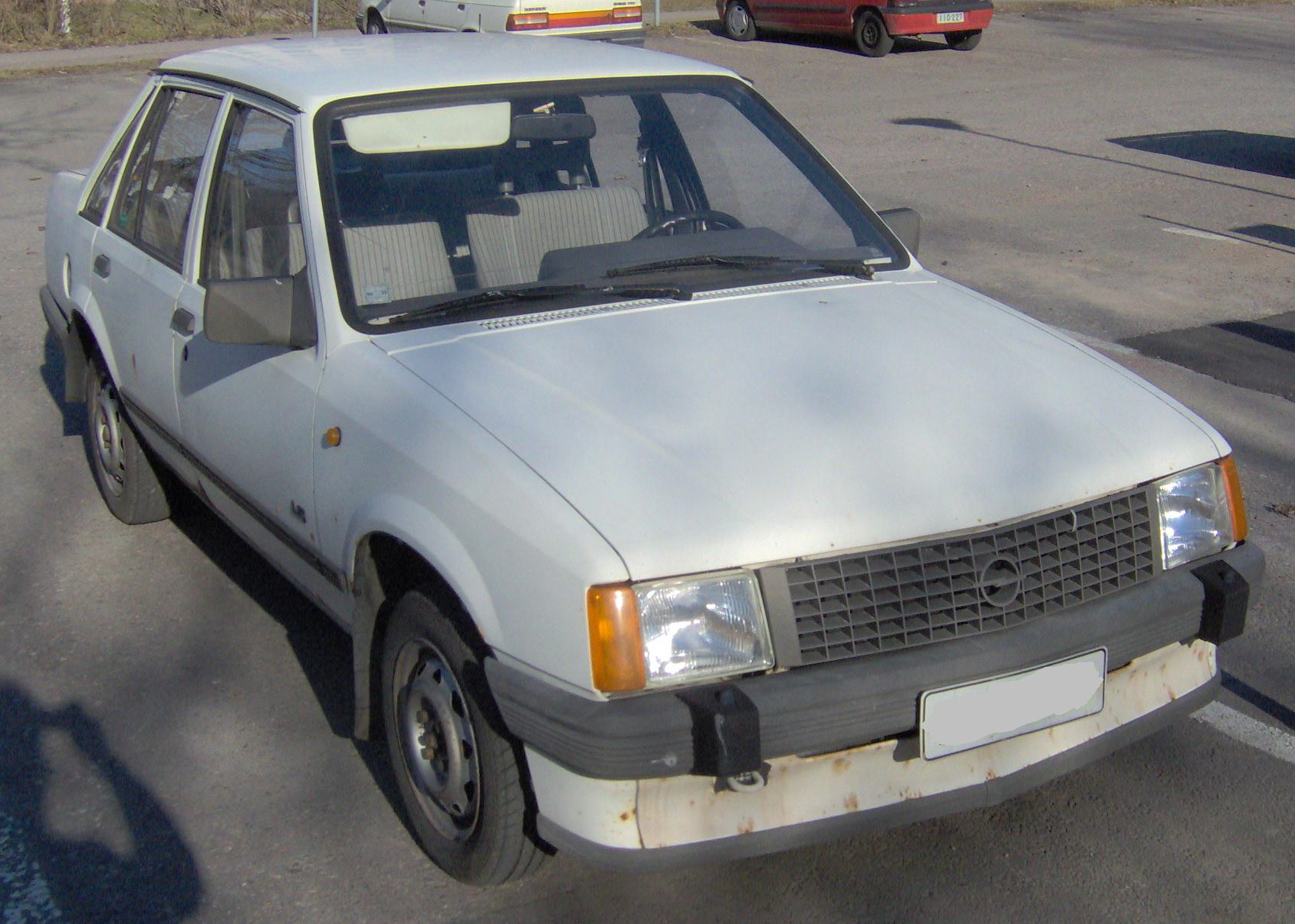
Négyajtós Corsa A TR (1985–1987)
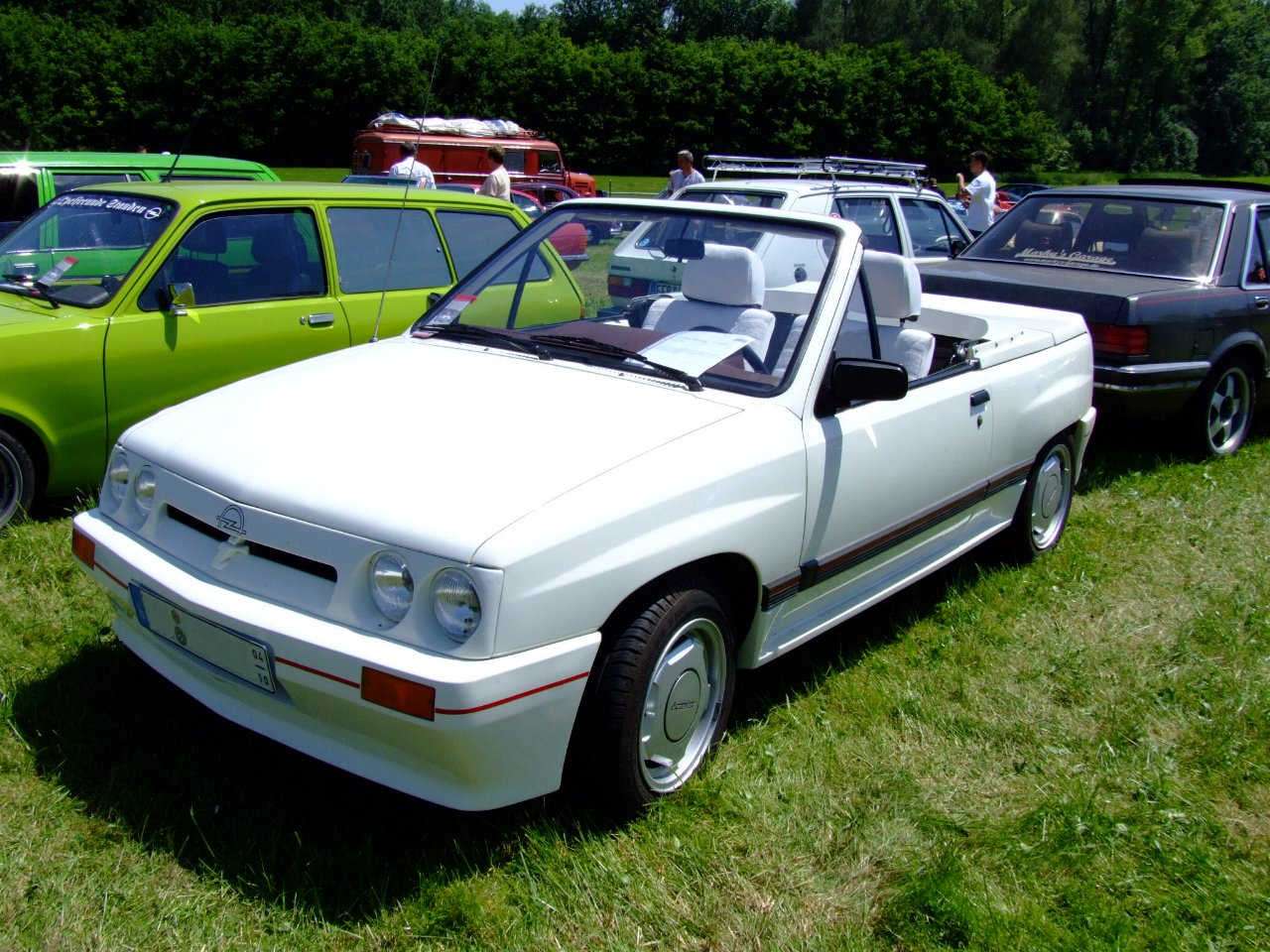
Tuningolt Corsa A
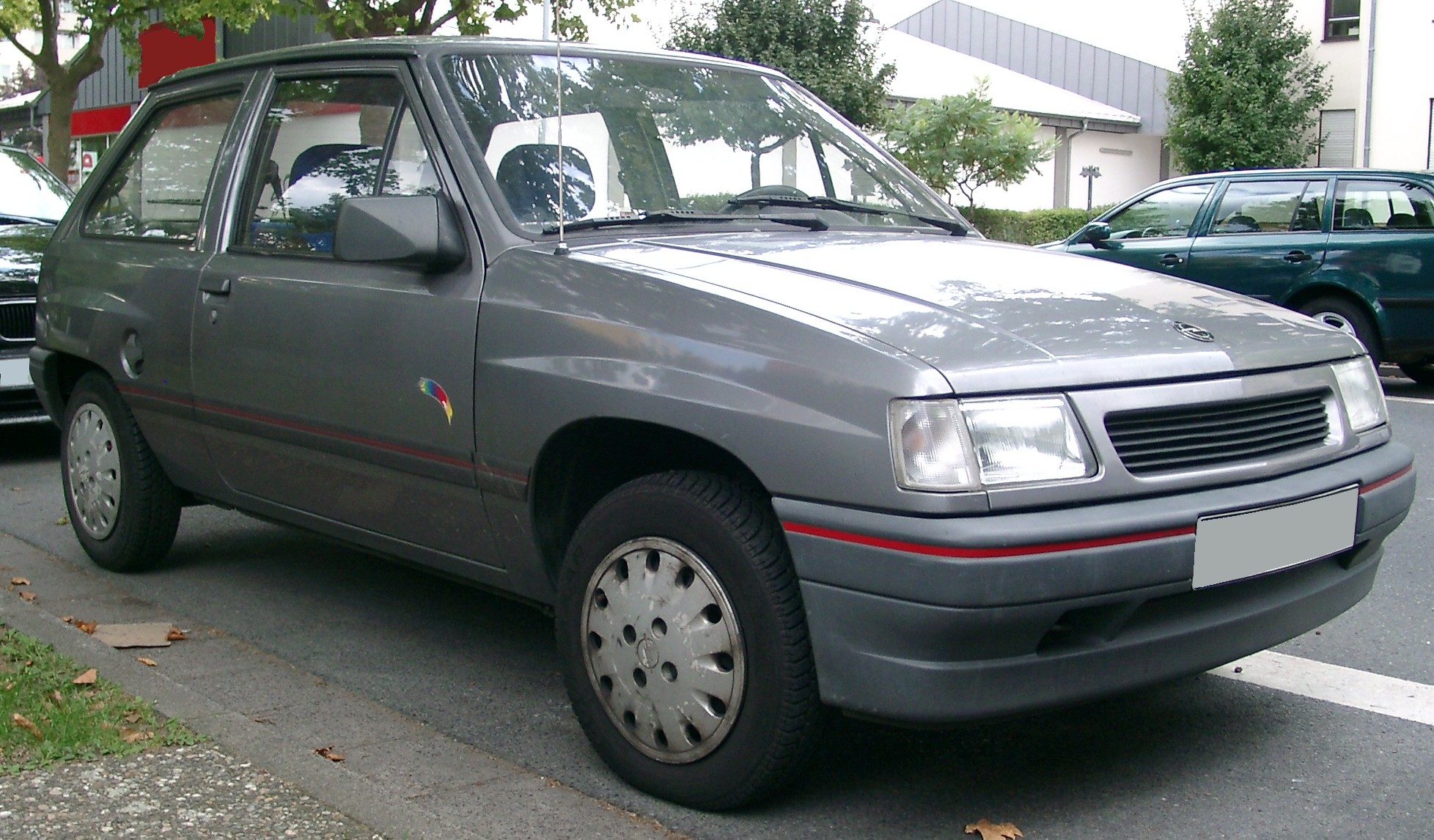
1990–1993 között gyártott újratervezett változat
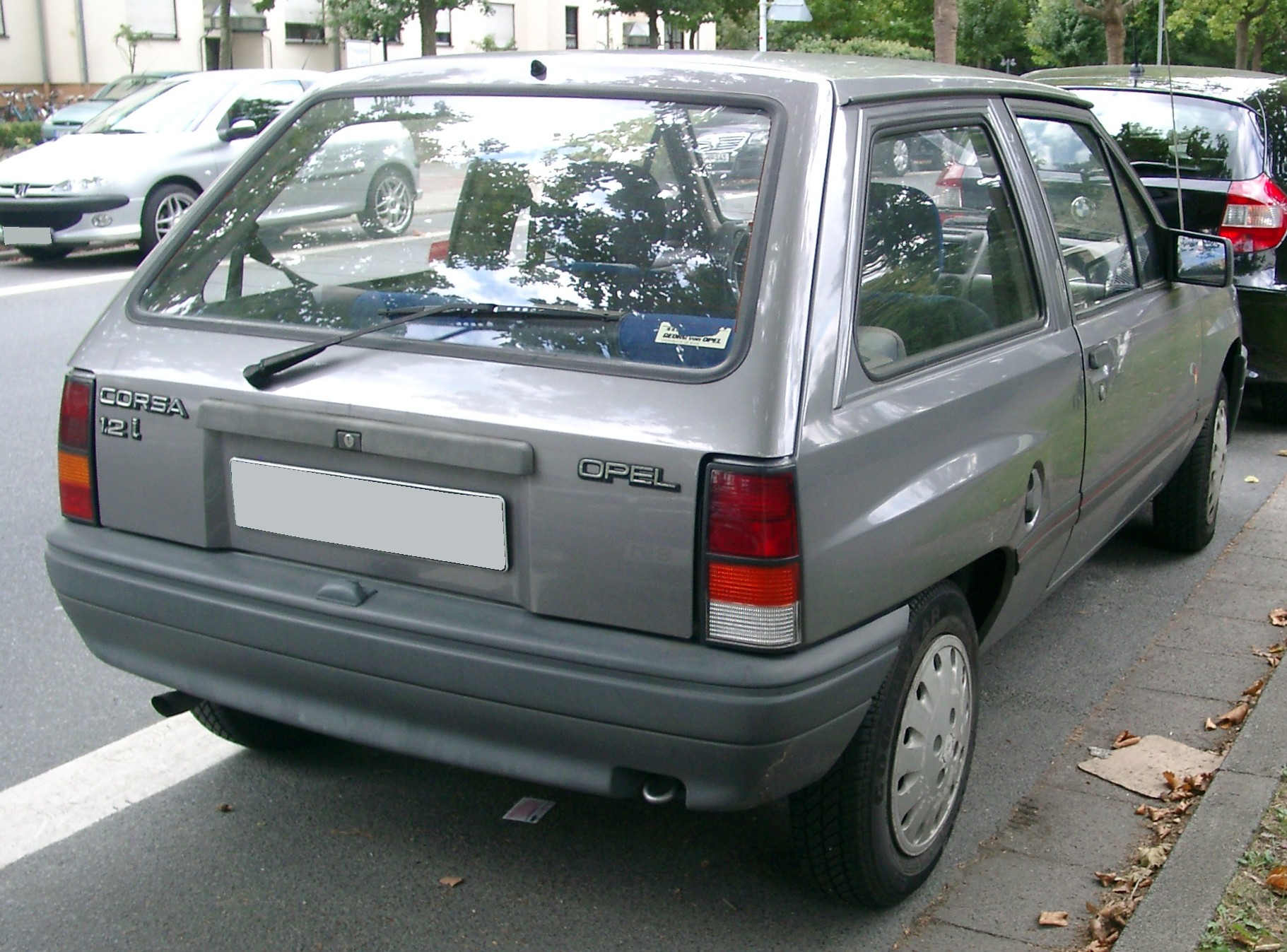
Az átdolgozott Corsa A hátulja